# 从头合成
从头合成（ ）是指从最简单的组成分子，如二氧化碳和氨基酸等开始，消耗较多能量，逐步合成生物大分子。核苷酸的从头合成与补救合成是相对的概念。